# ککی (زرآباد)
ککی، روستایی در دهستان زرآباد شرقی بخش مرکزی شهرستان زرآباد در استان سیستان و بلوچستان ایران است.

## جمعیت
برپایه سرشماری عمومی نفوس و مسکن در سال ۱۳۹۵، جمعیت این روستا برابر با ۱۰۰ نفر (۲۱ خانوار) بوده‌است.